# 古代法
《古代法——与社会远史及现代观念的关系》（英語：Ancient Law: Its Connection with the Early History of Society, and Its Relation to Modern Ideas）是英国法学家亨利·梅因的法学著作，1861年首次出版。

## 历史
梅因在律师学院发表的演讲是《古代法》的准备工作。本书是其成名作。作者生前出版过12个版本，1861年首次出版，第12版1888年出版。英国法学家弗雷德里克·波洛克注解的新版本于1906年出版。波洛克的注解也被单独出版。

## 内容
本书前言说，其目标是：“表明人类最早的一些思想（这些思想在古代法律中被反映），并指出这些思想与现代思想的关系。”
本书提出：“所有进步社会的运动，到此处为止，是一个‘从身份到契约’的运动。”即个人之间通过契约建立的关系逐渐取代家庭关系。这一论断广受争议。

## 版本
- Maine, Henry.  1. London: John Murray. 1861.
- Maine, Henry.  First American from the Second London. New York: Charles Scribner. 1864.（第一个美国版，西奥多·德怀特为之写了介绍。）
- Maine, Henry.  12. London: John Murray. 1888.
- Maine, Henry. . London: John Murray. 1920.（弗雷德里克·波洛克注解版）
- 《古代法》，沈景一译，商务印书馆1959年3月版。
- 《古代法——与社会远史及现代观念的关系》，郭亮译，法律出版社2016年版。

## 扩展阅读
- 高鸿钧，袁开宇主编，清华法治论衡 第25辑，梅因：从身份到契约．上，清华大学出版社，2018年。
- 清华法治论衡 第26辑，梅因：从身份到契约．下
- Ancient Law, 10th Edition (1908) at the Internet Archive
- 维基文库中的相關文獻：古代法